# Борис Охридски
Борис е висш български православен духовник, охридски и преспански митрополит на Българската екзархия от 1910 до 1913 година и отново в годините на Първата световна война от 1915 до 1918 година.

## Биография

### Образование
Роден е със светско име Константин Георгиев на 30 януари 1875 година в Стара Загора, тогава в Османската империя, днес България. В 1894 година завърщва с отличие Духовното училище в Самоков. След това учи в Духовната академия в Санкт Петербург. В последния курс на академията, се замонашва под Борис и е ръкоположен в йеродяконски чин. Завършва академията в 1894 година със степен „кандидат на богословието“ и след това става учител в Самоковското духовно училище, където остава да работи и след като то е преместено в София.

### Служба в Цариград
В 1903 година йеромонах Борис е извикан от екзарх Йосиф I Български в столицата Цариград, назначен е за протосингел на Българската екзархия и скоро след това възведен в архимандритски чин. Протосингел на Екзархията е до 1910 година и е сред най-доверените помощници и съветници на екзарха. Архимандрит Борис взима активно участие в разширяването и развитието на църковното и просветното дело в Тракия и Македония. Също така взима участие в подпомагането на освободителното движение в Одринско и Македония. В 1902 година организира заедно с йеромонах Климент Шивачев и свещеник Иван Георгиев посещение в България на архиерей Петров от Духовната академия в Санкт Петербург в 1902 година. Архиерей Петров, след като пристига в България минава границата и обикаля Македония с една от българските чети. Петров информира руската общественост за българската кауза в Македония и Одринско, след като се завръща в Русия, а като резултат от това двама младежи от Русия идват в България и се включват в една от българските чети, действаща в Македония.

### Епископ
Борис е хиротонисан в епископски сан на 5 август 1910 година в катедралата „Свети Стефан“ в Цариград с титлата моравски.
На 10 декември 1910 година е избран за охридски митрополит. В Охрид митрополит Борис работи усърдно за издигането на българското просветно дело. Автор е на богослужебни книги на религиозно-нравствена тематика. Полага усилия да защитава охридчани пред османската власт и да парира действията на сръбската и гръцка пропаганда.
В 1913 година е изгонен от епархията си от новите сръбски власти и до 1915 година Борис управлява новоприсъединената към българската църква Маронийска епархия. В 1915 година, по време на Първата световна война на 24 ноември 1915 г. Българската армия влиза в Охрид и Борис Охридски се завръща в Охридската епархия, а след смъртта на митрополит Козма Дебърски управлява и Дебърската епархия. Остава в Охрид до края на войната в 1918 година.
След Първата световна война, митрополит Борис остава в София и е член на Светия синод до 1924 г. От 1924 до 1936 г. е изпратен като екзархийски наместник в Цариград, където се старае да запази имотите на Екзархията в Турция и да бъде в подкрепа на намаляващите българи в страната.
От 1936 до 1938 година митрополит Борис се оттегля в Рилския манастир.
Умира на 22 октомври 1938 година в София, където е погребан.